# O-ord
O-ord är ord som med hjälp av negationsprefixet o- negerar ursprungsordets betydelse. Negation kan tolkas både som motsats till (ovan, oanständig) och som en sämre variant av ursprungsordet (oväder, odjur), i vissa fall även som en allmän förstärkning (ofantlig). Inom det militära används ofta ofred för att beteckna alla andra tillstånd än fred, i stället för den normala benämningen krig. 
Ord som redan börjar på o, oavsett om de är egentliga o-ord eller inte, brukar negeras på andra sätt än med ytterligare ett o, till exempel inte offentlig, inte obra. Det finns dock undantag, som oordning.